# Mörtsjön (Frötuna socken, Uppland, 662457-166849)
Mörtsjön är en sjö i Norrtälje kommun i Uppland och ingår i Norrtäljeån-Åkerströms kustområde.